# Педро Родригез
Педро Елијезер Родригез Ледесма (шп. Pedro Eliezer Rodríguez Ledesma; Санта Круз де Тенерифе, 28. јул 1987) је шпански фудбалски репрезентативац, који тренутно наступа за Лацио. Игра у нападу, као крило.

## Каријера

### Ране године
Педро се омладинској школи Барселоне, Ла Масији, придружио са 17 година, из клуба Сан Исидро са Канарских острва. Прво је играо за трећи тим Барселоне, да би касније са другим тимом освојио трећу лигу и обезбедио промоцију у други ранг такмичења.

### Барселона
За први тим Барселоне је дебитовао у сезони 2008/09. у трећем коу квалификација за Лигу шампиона против Висле из Кракова. У тој сезони Барса је освојила триплу круну а Педро је укупно одиграо 14 мечева. Касније се Педро усталио у првој постави и са Барселоном освојио укупно 20 трофеја.

### Челси
Дана 20. августа 2015. потписује четворогодишњи уговор са Челсијем.

## Трофеји

### Барселона
- Првенство Шпаније (5) : 2008/09, 2009/10, 2010/11, 2012/13, 2014/15.
- Куп Шпаније (3) : 2008/09, 2011/12, 2014/15.
- Суперкуп Шпаније (4) : 2009, 2010, 2011, 2013.
- Лига шампиона (3) : 2008/09, 2010/11, 2014/15.
- УЕФА суперкуп (3) : 2009, 2011, 2015.
- Светско клупско првенство (2) : 2009, 2011.

### Барселона Б
- Трећа лига Шпаније (1) : 2007/08.

### Челси
- Премијер лига (1) : 2016/17.
- ФА куп (1) :  2017/18.
- Лига Европе (1) : 2018/19.

### Репрезентација Шпаније
- Светско првенство (1) : 2010.
- Европско првенство (1) : 2012.
- Куп конфедерација : финалиста 2013.